# M. Kongahalli, Nanjangud
M. Kongahalli là một làng thuộc tehsil Nanjangud, huyện Mysore, bang Karnataka, Ấn Độ.